# Elecciones provinciales del Chubut de 1999
Las elecciones generales de la provincia del Chubut de 1999 tuvieron lugar el domingo 24 de octubre del mencionado año, al mismo tiempo que las elecciones presidenciales y legislativas a nivel nacional. Fueron las quintas elecciones provinciales chubutenses desde la restauración de la democracia, y las novenas desde la conversión del territorio en provincia. Se debía elegir, en fórmula única, al Gobernador y al Vicegobernador, y a los 27 escaños de la Legislatura Provincial mediante un sistema de lista incompleta, componiendo los poderes ejecutivo y legislativo de la provincia para el período 1999-2003.
En el marco de la amplia victoria lograda por Fernando de la Rúa, candidato de la Alianza para el Trabajo, la Justicia y la Educación, a nivel nacional, José Luis Lizurume, de la oficialista Unión Cívica Radical (UCR) dentro de la Alianza, obtuvo una estrecha victoria con el 51.99% de los votos contra el 46.14% que logró Marcelo Guinle, del Partido Justicialista (PJ) en coalición con el provincial Partido Acción Chubutense (PACh). En tercer lugar, muy atrás, quedó Omar Salinas, del Partido Socialista Auténtico (PSA) con el 1.04%.
Con respecto al plano legislativo, la Alianza conservó la mayoría absoluta automática al recibir los 16 escaños, mientras que el PJ logró obtener los 11 restantes. El voto en blanco fue relativamente alto en ambas elecciones, con un 11.19% en los comicios para gobernador, y un 17.01% en la elección legislativa. Los cargos electos asumieron el 10 de diciembre.

## Resultados

### Gobernador y Vicegobernador
|  | 51.99 % |

|  | 30.09 % |

|  | 8.34 % |

|  | 46.14 % |

|  | 1.04 % |

|  | 0.83 % |

|  | 87.85 % |

|  | 11.19 % |

|  | 0.96 % |

|  | 100.00 % |

|  | 81.31 % |

### Legislatura Provincial
|  | 53.28 % |

|  | 29.64 % |

|  | 7.69 % |

|  | 1.27 % |

|  | 0.99 % |

|  | 82.03 % |

|  | 17.01 % |

|  | 0.96 % |

|  | 100.00 % |

|  | 81.31 % |